# رولاند دبليو. ريد
رولاند دبليو. ريد (بالإنجليزية: Roland W. Reed)‏ هو مصور أمريكي، ولد في 22 يونيو 1864 في ويسكونسن في الولايات المتحدة، وتوفي في 14 ديسمبر 1934 في كولورادو سبرينغس في الولايات المتحدة.